# داوری (آلبوم آناتما)
داوری (به انگلیسی: Judgement) نام یک آلبوم استودیویی از گروه موسیقی راک بریتانیایی، آناتما است که در ۲۱ ژوئن ۱۹۹۹ عرضه شد.این آلبوم اولین آلبومی بود که گروه از وجود دانک پترسون استفاده نکرد، دانک کسی بود که در دو آلبوم قبل نقش تاثیر‌گذاری در نوشتن آهنگ‌ها ایفا کرده بود.از این آلبوم به بعد گیتاریست گروه دنییل کاوانا نقش خود را به عنوان آهنگساز ایفا کرد و اکثر آهنگ‌های گروه توسط وی نوشته شده است.متن صفحه.

## لیست آهنگ‌ها
1. "Deep" (دنییل کاوانا, دِیو پایبیوس, وینسنت کاوانا) – 4:53
2. "Pitiless" (دنییل، وینسنت کاوانا، پایبیوس، جان داگلاس) – ۳:۱۱
3. "Forgotten Hopes" (دنییل) – 3:50
4. "Destiny Is Dead" (دنیل، پایبیوس) – 1:47
5. "Make It Right" (داگلاس) – 4:19
6. "One Last Goodbye" (دنییل) – 5:24
7. "Parisienne Moonlight" (دنییل) – 2:09
8. "Judgement" (دنییل، داگلاس، وینسنت) – 4:20
9. "Don't Look Too Far" (داگلاس) – 4:57
10. "Emotional Winter" (دنییل، وینسنت) – 5:54
11. "Wings of God" (داگلاس) – 6:29
12. "Anyone, Anywhere" (دنییل، پایبیوس) – 4:51
13. "2000 & Gone" (دنییل، پایبیوس) – 4:51
14. "Transacoustic" — 3:49 (آهنگی به عنوان جایزه)

## موارد قابل ذکر
آهنگ "One Last Goodbye" به مادر برادران کاوانا تقدیم شده است که در سال ۱۹۹۸ از دنیا رفت.
این آلبوم در مکان ۱۵۱ آلبوم‌های سال ۱۹۹۹ بریتانیا قرار گرفت.